# Karl Seidl
Karl Seidl, także Carl Seidl (ur. 13 marca 1858 w Mährisch Schönberg, zm. 10 czerwca 1936 w Wiedniu) – austriacki architekt, pracował głównie w okolicach miasta Opatjia (dawn. Abazzia), ale zaprojektował również liczne budynki w Łodzi.

## Życiorys
Karl Seidl był synem fabrykanta Ignaza Seidla. Studiował na Szwajcarskiej Politechnice Federalnej w Zurychu pod kierunkiem Johannsa Schena i Gottfrieda Kinkela oraz w wiedeńskiej Akademii Sztuk Pięknych pod kierunkiem Theophila Hansena. Seidl z powodzeniem brał udział w konkursach, m.in. otrzymał wyróżnienia za projekty parlamentów w Budapeszcie (1882) i Bukareszcie (1893). Architekt specjalizował się w budowie willi dla zamożnych przedstawicieli arystokracji na półwyspie Istria, ale jego realizacje można spotkać także w Šumperku i Łodzi. Seidl był członkiem Wiener Künstlerhaus i Wiener Künstlergesellschaft Alte Welt. Otrzymał wiele nagród i wyróżnień, w tym mały złoty medal państwowy za Willę Frappart w Lovranie (1911). Inne jego znane budynki w regionie to Willa Ransonnet (1910) i Willa Biedermann w Opatji, a także willa barona Schmidta-Zabierowa w Volosce i dom Paula Tomasica. Ponadto zaprojektował kościół ewangelicki w Opatji i ratusz w Yolosce oraz Grand Hotel Riviera (1909) w Puli.
Jego realizacje w Łodzi to:
- przypuszczalnie Willa Józefa Richtera (1898),
- Pałac Juliusza Kindermanna (1907),
- Pałac Gustawa Adolfa Kindermanna (1911)[3]

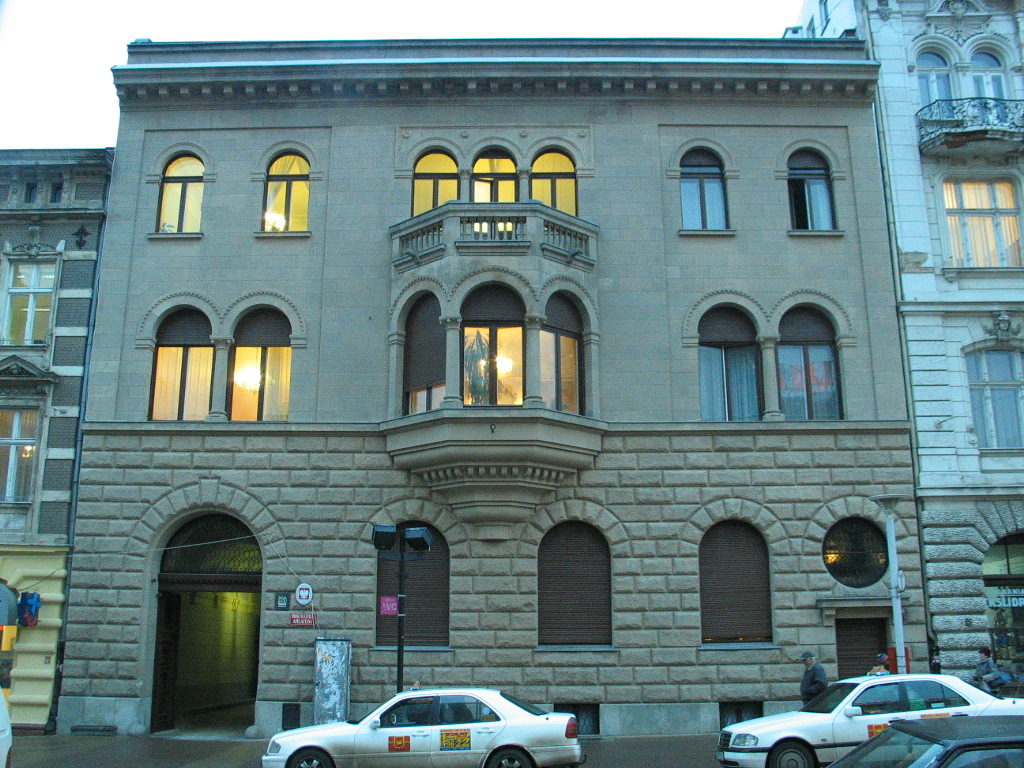
Pałac Gustawa Adolfa Kindermanna w Łodzi

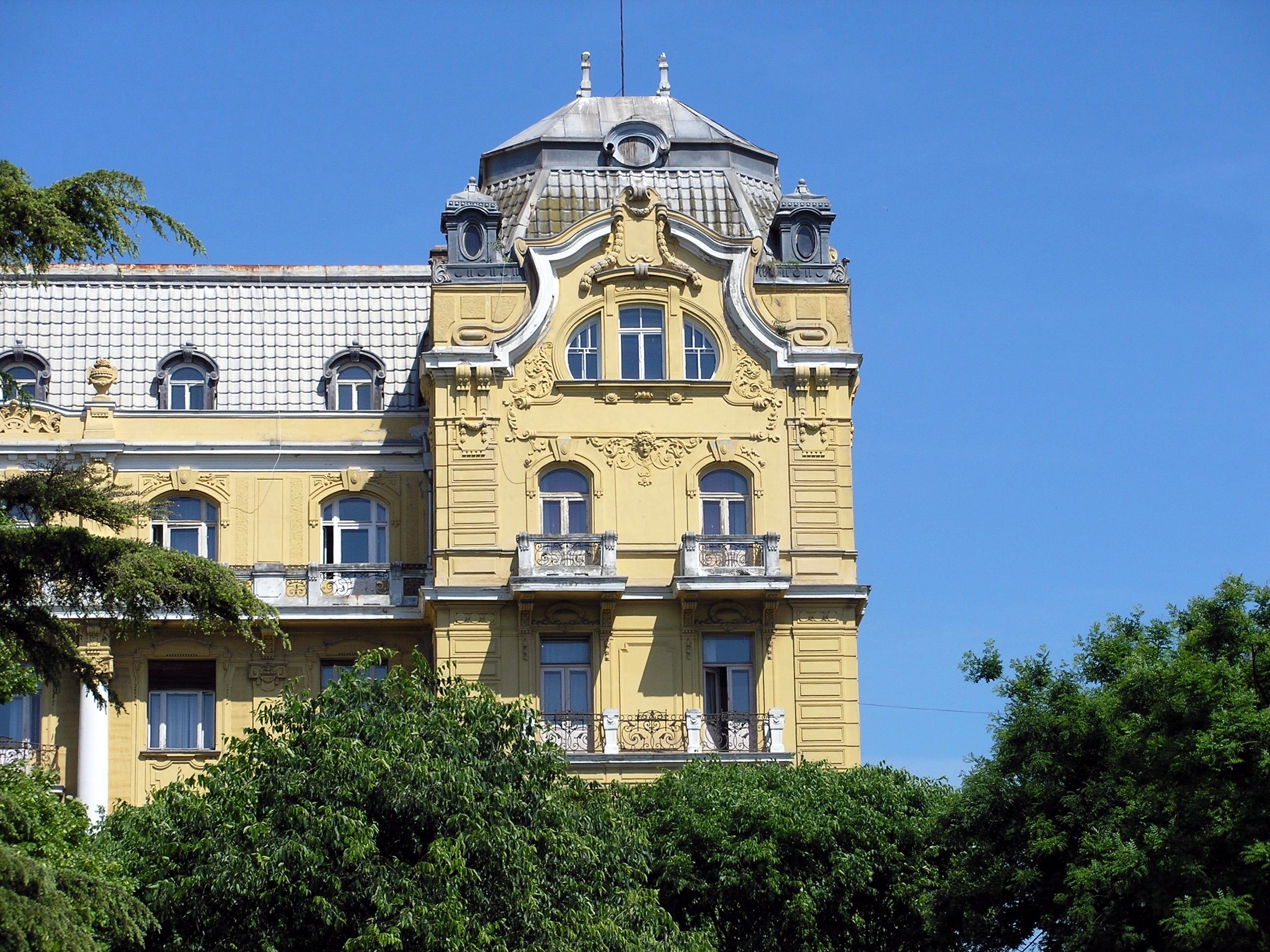
Grand Hotel Riviera w Puli